# Eirol
Eirol ist ein Ort und eine ehemalige Gemeinde (Freguesia) im portugiesischen Kreis Aveiro. In der Gemeinde lebten 752 Einwohner (Stand 30. Juni 2011).
Am 29. September 2013 wurden die Gemeinden Eixo und Eirol zur neuen Gemeinde Eixo e Eirol zusammengefasst.